# إلام إيفز جونيور
إلام إيفز جونيور (بالإنجليزية: Elam Ives, Jr.)‏ هو معلم موسيقى أمريكي، ولد في 1802، وتوفي في 1864.